# Хопкин, Фред
Фре́дерик Хо́пкин (англ. Frederick Hopkin; 23 сентября 1895 — 5 марта 1970), более известный как Фред Хо́пкин (англ. Fred Hopkin) — английский футболист, выступавший на позиции левого крайнего нападающего. Наиболее известен по выступлениям за «Манчестер Юнайтед» и «Ливерпуль».

## Клубная карьера
Фред Хопкин родился в Дьюсбери, Йоркшир, и начал футбольную карьеру в клубе «Дарлингтон» в 1912 году. В военное время выступал в качестве гостевого игрока за лондонский клуб «Тоттенхэм Хотспур». В феврале 1919 года Хопкин перешёл в «Манчестер Юнайтед». Дебютировал в основном составе «Юнайтед» 30 августа 1919 года в матче Первого дивизиона против «Дерби Каунти». 11 октября 1919 года забил свой первый гол за «Юнайтед» на первой минуте манчестерского дерби против «Сити». Всего в сезоне 1919/20 сыграл 41 матч и забил 5 мячей. В сезоне 1920/21 cыграл за клуб в 33 матчах и забил 3 мяча. В 1921 году «Манчестер Юнайтед» был оштрафован на 350 фунтов, когда выяснилось, что клуб платит Хопкину больше максимально разрешённой в тот момент зарплаты, а также за обещание выплатить часть суммы его трансфера самому игроку. В мае 1921 года «Манчестер Юнайтед» продал Хопкина «Ливерпулю», сумма трансфера составила 2800 фунтов. Всего за «Юнайтед» Хопкин сыграл 74 матча и забил 8 мячей.
Хопкин дебютировал за «Ливерпуль» 28 августа 1921 года в матче Первого дивизиона против «Сандерленда». В сезонах 1921/22 и 1922/23 становился чемпионом Англии в составе «Ливерпуля».
Свой первый гол за клуб забил 3 марта 1923 года на 49-й минуте матча против «Болтон Уондерерс». После этого гола на одной из трибун «Энфилда» зажгли пиротехнические изделия. Согласно местной легенде, болельщики были так удивлены, что Хопкин наконец-то открыл счёт забитым за команду голам (это был его 78-й матч за клуб), что решили отпраздновать это зажжением огней. После этого футбольное поле заволокло клубами дыма, но прибывшие на место пожарные потушили возгорание и игра продолжилась, завершившись победой «Ливерпуля» со счётом 3:0.
Фред Хопкин выступал за «Ливерпуль» на протяжении 10 сезонов, проведя за команду 360 матчей и забив 12 мячей. Несмотря на скромные голевые показатели, он обладал хорошим дриблингом, активно действовал по флангу, отдавая голевые передачи своим партнёрам.
В 1931 году вернулся в свой первый клуб «Дарлингтон». Завершил карьеру в 1932 году.

## Достижения
Ливерпуль
- Чемпион Первого дивизиона (2): 1921/22, 1922/23

## Статистика выступлений
| Клуб              | Сезон            | Лига | Лига | Кубок | Кубок | Итого | Итого |
| Клуб              | Сезон            | Игры | Голы | Игры  | Голы  | Игры  | Голы  |
| ----------------- | ---------------- | ---- | ---- | ----- | ----- | ----- | ----- |
| Манчестер Юнайтед | 1919/20          | 39   | 5    | 2     | 0     | 41    | 5     |
| Манчестер Юнайтед | 1920/25          | 31   | 3    | 2     | 0     | 33    | 3     |
| Манчестер Юнайтед | Итого            | 70   | 8    | 4     | 0     | 74    | 8     |
| Ливерпуль         | 1921/22          | 42   | 0    | 4     | 0     | 46    | 0     |
| Ливерпуль         | 1922/23          | 40   | 1    | 4     | 0     | 44    | 1     |
| Ливерпуль         | 1923/24          | 33   | 0    | 5     | 0     | 38    | 0     |
| Ливерпуль         | 1924/25          | 26   | 1    | 4     | 1     | 30    | 2     |
| Ливерпуль         | 1925/26          | 33   | 1    | 0     | 0     | 33    | 1     |
| Ливерпуль         | 1926/27          | 36   | 0    | 4     | 1     | 40    | 1     |
| Ливерпуль         | 1927/28          | 36   | 3    | 2     | 0     | 38    | 3     |
| Ливерпуль         | 1928/29          | 22   | 0    | 0     | 0     | 22    | 0     |
| Ливерпуль         | 1929/30          | 31   | 3    | 1     | 0     | 32    | 3     |
| Ливерпуль         | 1930/31          | 36   | 1    | 1     | 0     | 37    | 1     |
| Ливерпуль         | Итого            | 335  | 10   | 25    | 2     | 360   | 12    |
| Дарлингтон        | 1931/32          | 26   | 2    | 3     | 0     | 29    | 2     |
| Дарлингтон        | Итого            | 26   | 2    | 3     | 0     | 29    | 2     |
| Всего за карьеру  | Всего за карьеру | 431  | 20   | 32    | 2     | 463   | 22    |